# Ворс
Жёлтая пряжа — это ворс, а горизонтальные и вертикальные нити — это основа и уток

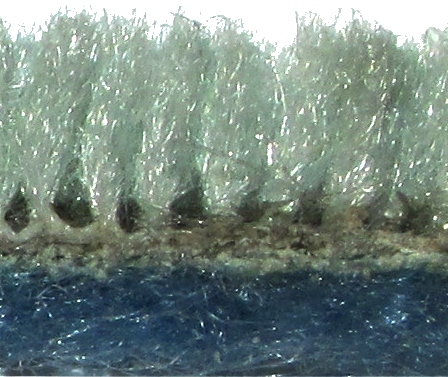
Разрезной ворс на разрезе велюрового ковра

Ворс, Ворса — волокнистый покров (волоски, пушок), обычно на поверхностях текстиля («ворсовых тканей»), также слово «ворс» используется также для меха животных и материала для кистей.
В других источниках, на конец XIX столетия, указано что Ворса ж. волос, пушок или шерстка на тканях, на сукне, на бархате, на валеном товаре. || Морс. пенька, нащипанная из старых смоленых веревок. Ворса, ворс лоснистый пушок на лицевой стороне шёлковых и шерстяных тканей, и в 1930-е годы, пушистый слой из вертикально поднятых или слегка приглаженных концов нитей или волокон, подобно волосу на шкуре животных, на лицевой стороне ткани, шерстяной реже шелковой искусственного меха.
Ворс образуется в процессе производства тканей и может состоять как из волокон базового («грунтового») материала, начёсанных в процессе ворсования на специальных ворсовальных машинах, так и из волокон дополнительных ворсовых нитей, вплетённых в грунтовое полотно.
Начёсные ворсовые материалы могут быть не только ткаными (байка, фланель), но и неткаными (ворсовый фетр). В случае использования дополнительных нитей для создания ворса образующиеся петли либо сохраняются, создавая петельный ворс (махровая ткань), либо разрезаются (разрезной ворс — бархат, плюш).
Слово родственно русскому «волос»; Фасмер выводит его из иранских языков: авестийского varǝsa («волос»), персидского vars/gars.
«Пушина», ворс на бархате и других тканях — Морх, а материал с двойным ворсом («бархат двоеморх алый цвет») назывался двоеморхий. На конец XIX столетия, в России, из двоеморхого бархата сохранились саккосы патриарха Иоакима и мантия патриарха Адриана, также из него делались рясы, ферязи, терлики, шубы и тому подобное.